# Titicaca (Zug)
Der Titicaca ist ein touristischer Luxuszug des Eisenbahnunternehmens PeruRail, der in Peru zwischen Cusco und Puno am Titicacasee auf der Bahnstrecke Cusco–Puno verkehrt.

## Betrieb
Der Zug ist ein Tageszug, rein für den touristischen Betrieb, der Aussichtswagen und einen Speisewagen führt. Der Zug verkehrt drei Mal wöchentlich in jede Richtung. Die Fahrt dauert 10:30 Stunden.
Die Wagengarnitur wurde zuvor für den Andean Explorer genutzt, der ebenfalls von PeruRail betrieben wurde und nicht mit dem Belmond Andean Explorer zu verwechseln ist. Die Inneneinrichtung der Wagengarnitur ist historisierend Pullmanwagen der Zwischenkriegszeit nachempfunden. Der Endwagen ist ein nach hinten teilweise offener Kanzelwagen.